# Hannoverská dynastie

Znak Hannoverské dynastie

Hannoverská dynastie je pojmenování, které se nejčastěji používá pro původně německou dynastii, vládnoucí ve Velké Británii od roku 1714 do roku 1901. Součástí hannoverské dynastie jsou ale kromě britských králů také vévodové z Brunšvicka-Lüneburska a hannoverští králové a princové.

## Historie rodu

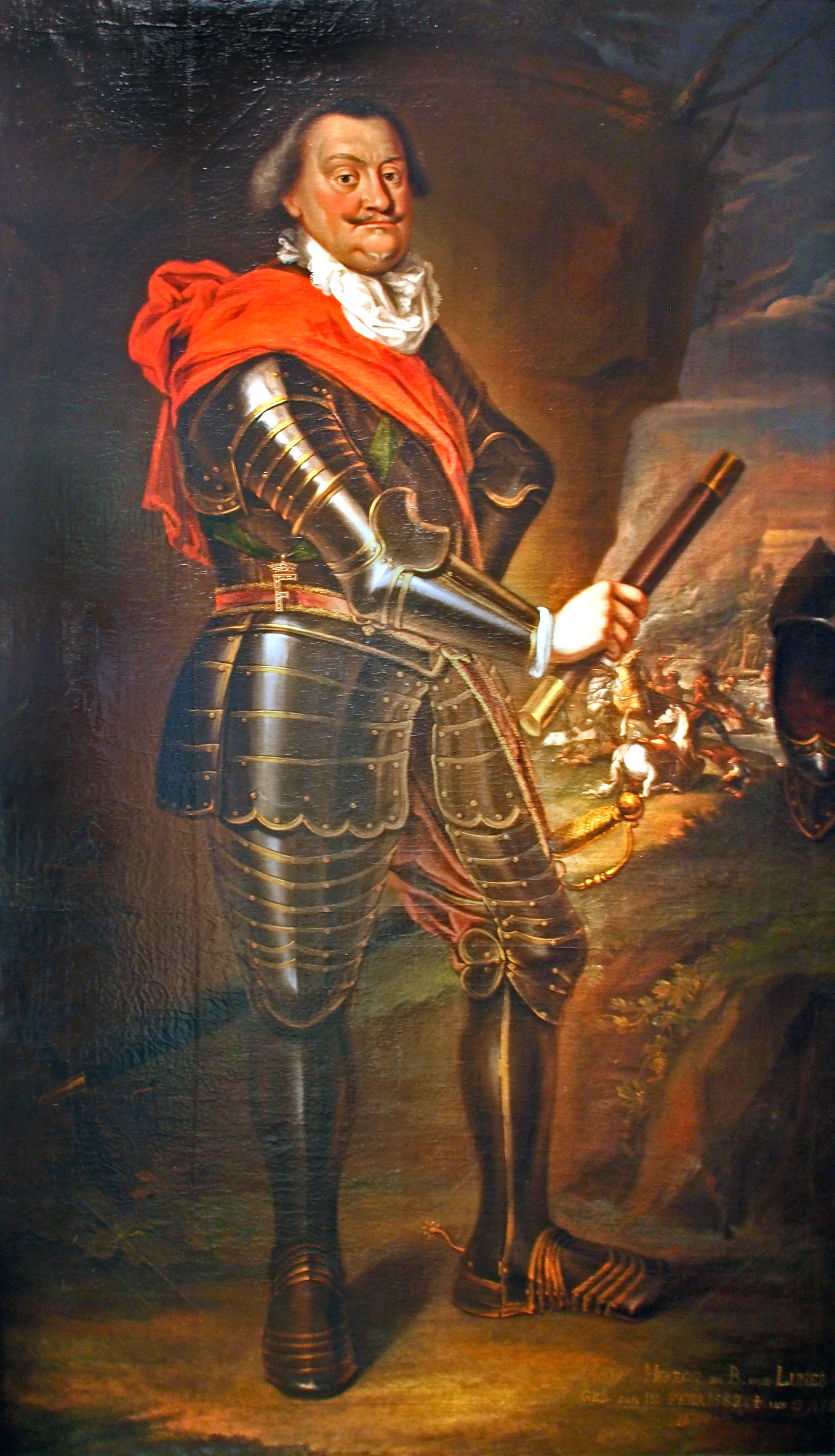
Zakladatel rodu Jiří, vévoda brunšvicko–lüneburský

Za zakladatele rodu je považován vévoda Jiří Brunšvicko–Lüneburský (1582–1641), příslušník starého německého rodu Welfů. Když byla roku 1635 dělena rodová území Welfů, zdědil Jiří knížectví Calenberg a Göttingen a za své sídelní město si zvolil Hannover. Jeho nejmladší syn, vévoda Arnošt August (1629–1698) byl pak roku 1692 povýšen na římskoněmeckého kurfiřta, čímž získal významné právo podílet se na volbě krále. Arnošt August, vévoda brunšvicko-lüneburský a kurfiřt hannoverský, si vzal za ženu falchraběnku Žofii Simmernskou z rodu Wittelsbachů, která byla vnučkou anglického krále Jakuba I. Stuarta

## Sporný nárok na trůn
Hannoverská dynastie získala královskou korunu Anglie, Skotska a Irska poté, co byl v roce 1701 přijat Act of Settlement a z nároků na jmenované trůny byli do budoucna vyloučeni členové hlavní rodové linie katolických Stuartovců. Ještě v roce 1700 byla ovšem otázka následnictví složitá. Hlavní rodová linie katolických Stuartovců žila v exilu ve Francii. Vládnoucí anglický, skotský a irský král, protestant Vilém III. Oranžský se po smrti své ženy Marie Stuartovny znovu neoženil a zůstal bezdětný. Jeho následnicí se tak stala švagrová Anna Stuartovna, která právě roku 1700 přišla o svého jediného syna. Otázka dalšího následnictví byla složitá a tak se Vilém III. Oranžský obrátil na svého strýce, a zároveň i tchána, vyhnaného a v exilu žijícího Jakuba II. Stuarta, kterému udělal vstřícnou nabídku. Pokud se Jakub II. vzdá ztraceného trůnu, jmenuje Vilém III. Oranžský svým nástupcem Jakubova syna Jakuba Františka Stuarta. Tento návrh Jakub II. rezolutně odmítl. Vilém III. Oranžský se tedy rozhodl vynechat hlavní mužskou rodovou linii Stuartovců a najít vhodného kandidáta v některé linii vedlejší. Po prověření všech kandidátů pominul padesát šest těch,[zdroj⁠?!] kteří měli větší právo na trůn, než měla ta, kterou nakonec vybral. Vybranou osobou se stala Žofie Hannoverská, vdova po hannoverském kurfiřtovi Arnoštu Augustovi a vnučka Jakuba I. Stuarta. Žofie si ale nedělala příliš velké naděje, jelikož jí bylo již sedmdesát let. Navíc udržovala dobré vztahy nejen s králem de facto Vilémem III. Oranžským, ale také s vyhnaným králem de iure Jakubem II. Žofie si byla také dobře vědoma toho, že někteří její příbuzní mají na trůn větší nárok. V roce 1701 ale přesto anglický parlament uznal Žofii Hannoverskou za právoplatnou dědičku koruny. V roce 1702 zemřel během lovu král Vilém III. Oranžský a královnou se stala Anna Stuartovna. Po její smrti roku 1714 získal trůn Anglie, Skotska a Irska syn Žofie Hannoverské Jiří I. Britskými katolíky a jakobity však nebyl protestant Jiří I. nikdy uznán jako právoplatný dědic trůnu a hannoverskou dynastii neuznali jako dynastii vládnoucí.

## Panovníci Velké Británie a Hannoveru

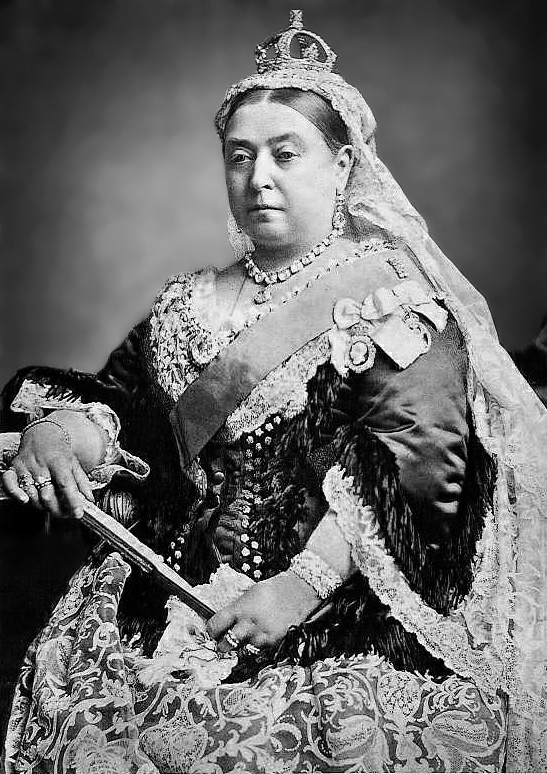
Královna Viktorie

Britští panovníci z hannoverské dynastie panovali současně také jako vévodové v Brunšvicku – Lünebursku a kurfiřti v Hannoveru. Ke svým dědičným německým územím měl Jiří I. velmi vřelý vztah, o čemž svědčí i to, že ještě jeho syn Jiří II. se nenarodil v Anglii, ale v právě v Hannoveru. Německá území hannoverského rodu tvořila s Velkou Británií a Irskem personální unii až do roku 1837. Po vídeňském kongresu, roku 1815, se Hannoversko stalo královstvím.
Roku 1837 se pak hannoverský trůn od britského oddělil a králem Hannoveru se stal strýc britské královny Viktorie Arnošt August I. Hannoverský, mladší bratr jejího otce. Když totiž 20. června 1837 zemřel jeho starší bratr, král Spojeného království a Hannoverska Vilém IV., na trůn Spojeného království nastoupila jeho neteř Viktorie, dcera čtvrtého syna Jiřího III., vévody z Kentu.
Podle práva uplatňovaného pro nástupnictví na hannoverský trůn však nemohla být nástupkyní na trůnu žena – zatímco podle tehdejšího britského následnického řádu nastupovala dědička na trůn v případě, že neměla žádné bratry, v Hannoversku (jako německé zemi) se podle polosalického práva vztahoval přednostní nárok na trůn na větší okruh mužských příbuzných. Hannoverským králem se tak stal právě Arnošt August I., strýc královny Viktorie. Zůstal nicméně následníkem britského trůnu, a to od 20. června 1837 do 21. listopadu 1840, kdy královna Viktorie porodila svého prvního potomka, dceru Viktorii. Skončila tak personální unie Hannoverska se Spojeným královstvím.
Poslední panovnicí hannoverské dynastie, která usedla na trůn Velké Británie, byla tedy královna Viktorie, jejímž manželem byl princ Albert Sasko-Koburský. Od roku 1901, po nástupu Viktoriina syna Eduarda VII., tak vládne Británii dynastie Sachsen-Coburg-Gotha (od roku 1917 známá jako Windsorská dynastie).

## Vládnoucí členové hannoverské dynastie
Vévodové brunšvicko-lüneburští
- Jiří Brunšvicko-Lüneburský (žil 1582–1641)

Vévodové brunšvicko-lüneburští a kurfiřti hannoverští
- Arnošt August, vévoda z Brunšvicka–Lüneburska a kurfiřt hannoverský (žil 1629–1698)

Králové Velké Británie, vévodové z Brunšvicka-Lüneburska, kurfiřti hannoverští
- Jiří I. (vládl 1714–1727)
- Jiří II. (1727–1760)
- Jiří III. (1760–1820)

Králové Velké Británie a Irska, králové Hannoveru
- Jiří III. (1760–1820)
- Jiří IV. (1820–1830)
- Vilém IV. (1830–1837)

Králové Velké Británie a Irska
- Viktorie (1837–1901)

Králové Hannoveru
- Arnošt August I. Hannoverský (1837–1851)
- Jiří V. Hannoverský (1851–1878)

Pozdější hlavy hannoverské dynastie – princové z Hannoveru
- Arnošt August II., princ z Hannoveru (1878–1913)
- Arnošt August III., princ z Hannoveru (1913–1953)
- Arnošt August IV., princ z Hannoveru (1953–1987)
- Arnošt August V., princ z Hannoveru (od roku 1987)

## Rodokmen
- Vilém Brunšvicko-Lüneburský (1535–1592)
  -  Jiří Brunšvicko–Lüneburský (1582–1641)
    - Jiří Vilém Brunšvicko-Lüneburský (1624–1705)
      - Žofie Dorotea z Celle (1666–1726) ∞ Jiří I. Ludvík

    -  Arnošt August Brunšvicko-Lüneburský (1582–1641), kurfiřt hannoverský
      -  Jiří I. Ludvík (1660–1727), král Velké Británie a Irska, kurfiřt hannoverský
        -  Jiří II. August (1683–1760), král Velké Británie a Irska, kurfiřt hannoverský
          -  Frederik Ludvík Hannoverský (1707–1751), kníže z Walesu
            - Augusta Frederika Hannoverská (1737–[1813)
            -  Jiří III. (1738–1820), král Velké Británie, Irska, Hannoverska
              -  Jiří IV. (1762–1830), král Velké Británie, Irska, Hannoverska
                -  Šarlota Augusta Hannoverská (1796–1817)

              -  Vilém IV. (1765–1837), král Velké Británie, Irska, Hannoverska
              - Šarlota Hannoverská (1766–1828)
              - Eduard August Hannoverský (1767–1820), vévoda z Kentu
                -  Viktorie I. Alexandrina (1819–1901), královna Velké Británie, Irska, císařovna Indie

              - Augusta Žofie Hannoverská (1768–1840)
              - Alžběta Hannoverská (1770–1840)
              -  Arnošt August I. (1771–1851), král hannoverský
                -  Jiří V. (1819–1878 ), král hannoverský
                  - Jkv Arnošt August (1845–1923)
                    - Marie Luisa Hannoverská (1879–1948)
                    - Jiří Vilém Hannoverský (1880–1912)
                    - Alexandra Hannoverská (1882–1963)
                    - Olga Hannoverská (1884–1958)
                    - Kristián Hannoverský (1885–1901)
                    -  Jkv Arnošt August (1887–1953), vévoda brúnšvický
                      - Jkv Arnošt August (1914–1987)
                        - Jkv Arnošt August (*1954), hlava dynastie
                          - Jkv Arnošt August (*1983)
                          -  Jkv Kristián (*1985)

                        - Jkv Ludvík Rudolf (1955–1988)
                          -  Jkv Otto Jindřich (*1988)

                        -  Jkv Jindřich Julius (*1961)
                          - Jkv Albert (*1999)
                          -  Jkv Julius (*2006)

                      - Jkv Jiří Vilém (1915–2006)
                        -  Jkv Jiří (*1949)

              - August Frederik Hannoverský (1773–1843), vévoda ze Sussexu
              - Adolf Frederik Hannoverský (1774–1850), vévoda z Cambridge
                - Jiří Hannoverský, vévoda z Cambridge (1819–1904)
                - Augusta z Cambridge (1822–1916)
                -  Marie Adelaida z Cambridge (1833–1897), vévodkyně z Tecku
                  -  Marie z Tecku (1819–1904) ∞ Jiří V., král Velké Británie a Irska

              - Marie Hannoverská (1776–1857)
              - Žofie Hannoverská (1777–1848)
              - Oktavius Hannoverský (1779–1783)
              - Alfréd Hannoverský (1780–1782)
              -  Amálie Hannoverská (1783–1810)

            - Eduard August Hannoverský (1739–1767), vévoda z Yorku a Albany;
            - Alžběta Karolina Hannoverská (1740–1759)
            - Vilém Jindřich Hannoverský (1743–1805), vévoda z Gloucesteru a Edinburghu
            - Jindřich Frederik Hannoverský (1745–1790), vévoda z Cumberlandu a Strathearnu
            - Luisa Anna Hannoverská (1749–1768)
            - Frederik Vilém Hannoverský (1750–1765)
            -  Karolina Matylda Hannoverská (1751–1775)

          - Anna Hannoverská (1709–1759)
          - Amélie Žofie Hannoverská (1711–1786)
          - Karolina Alžběta Hannoverská (1713–1757)
          - Jiří Vilém Hannoverský (1717–1718)
          - Vilém August Hannoverský (1721–1765), vévoda z Cumberlandu
          - Marie Hannoverská (1723–1772)
          -  Luisa Hannoverská (1724–1751)

        - Žofie Dorotea Hannoverská (1687–1757)
        -  Arnošt August, vévoda z Yorku a Albany (1674–1728)

## Fotogalerie

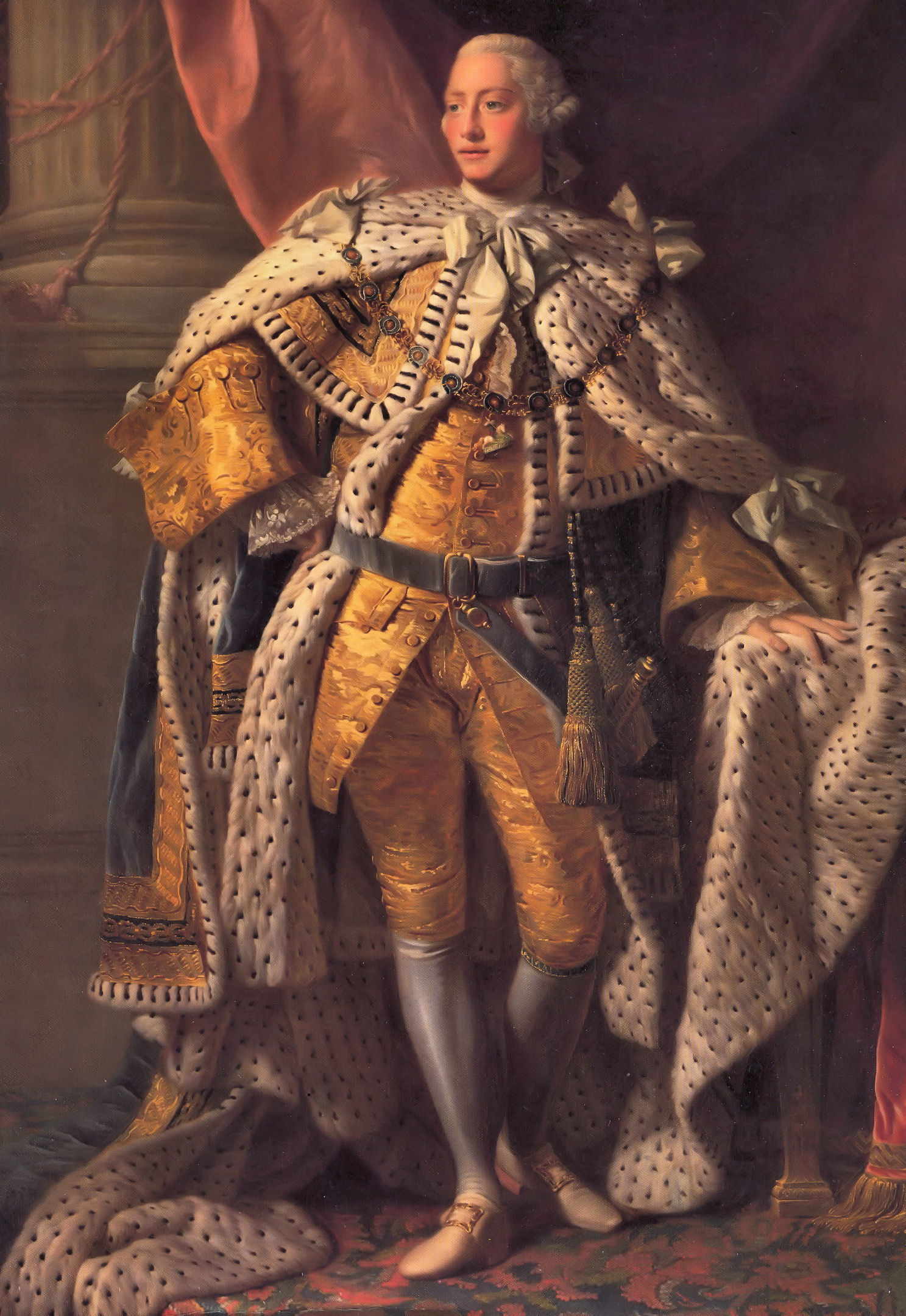
Jiří III., král Hannoveru
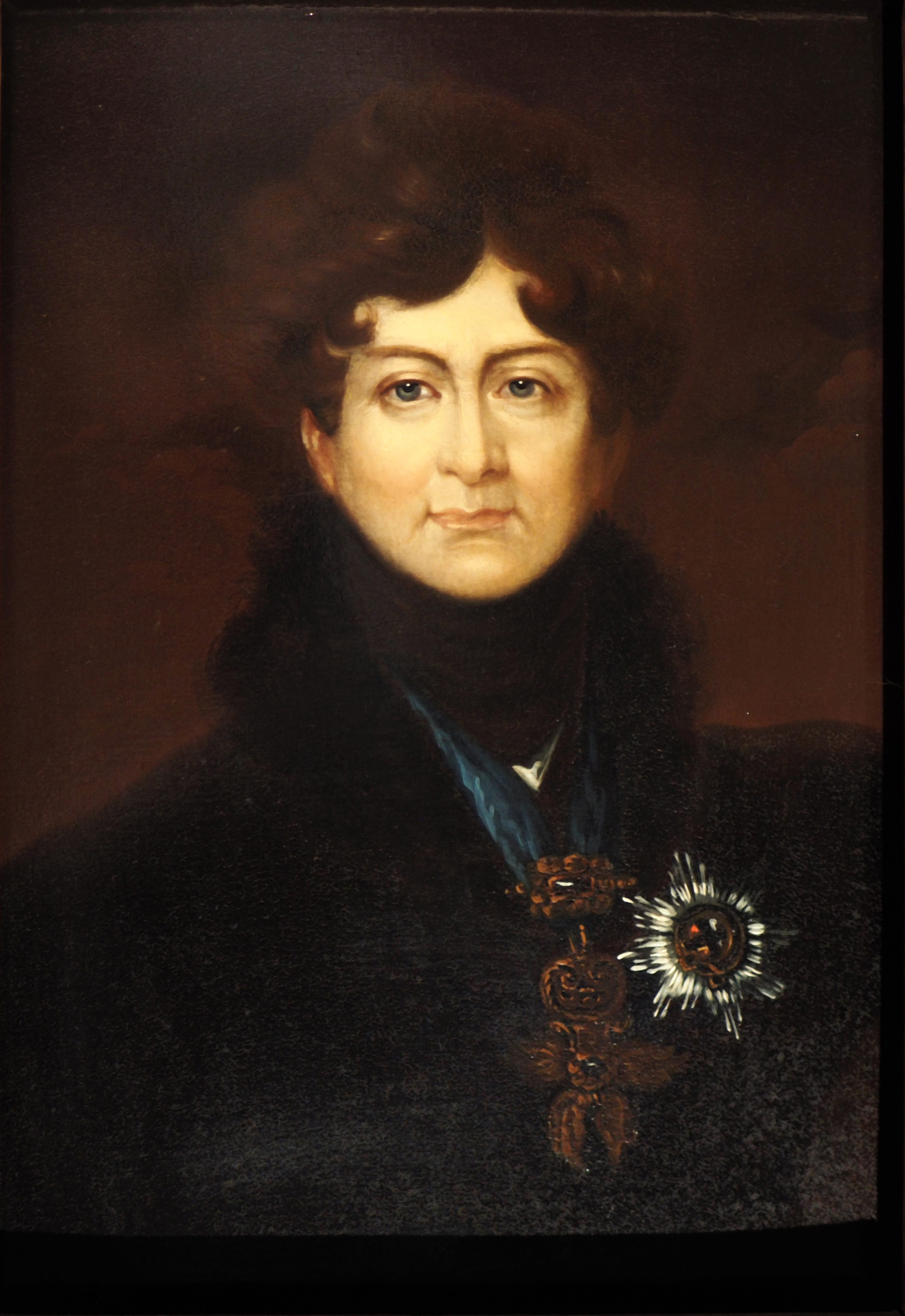
Jiří IV., král Hannoveru
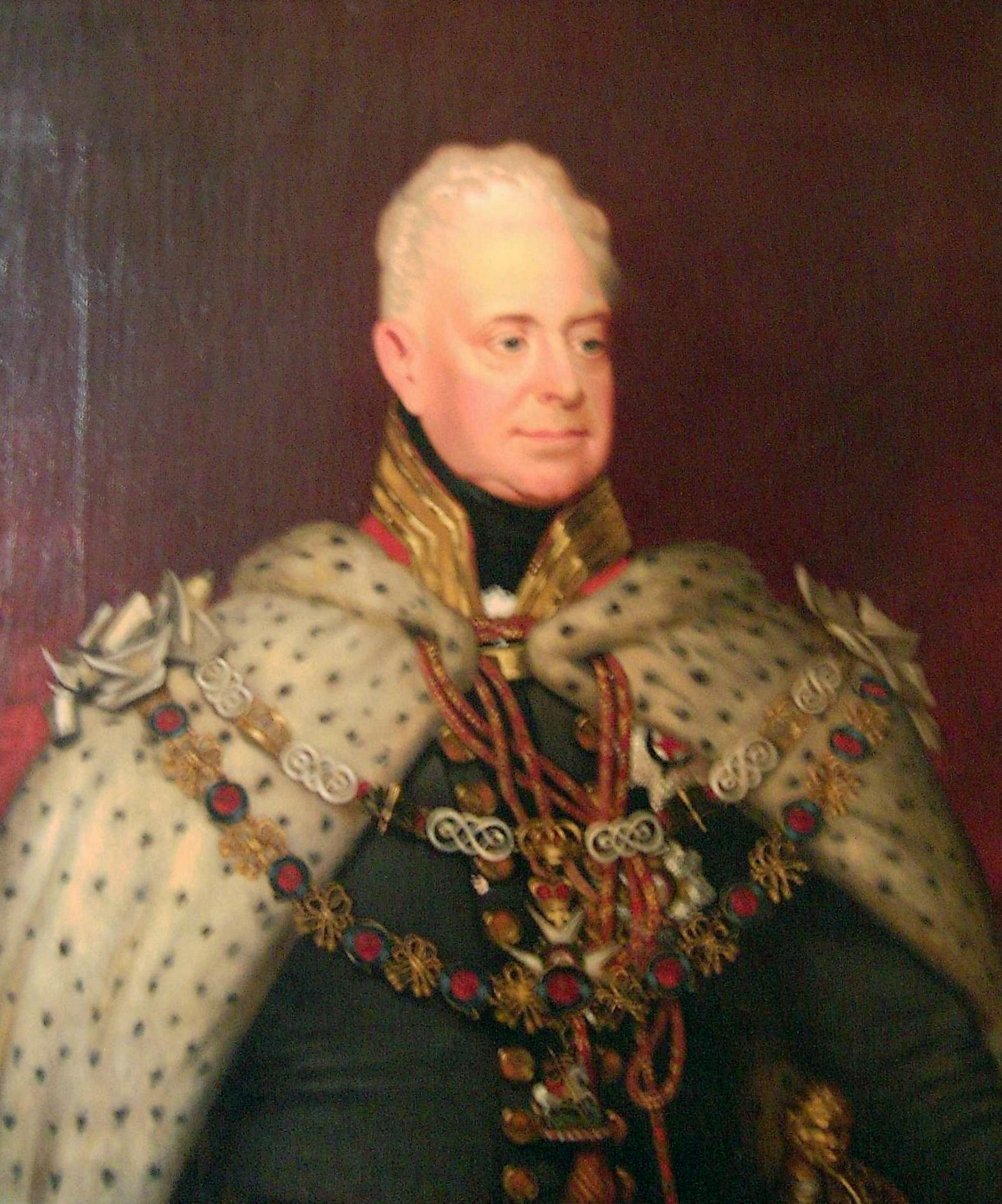
Vilém IV. Britský, král Hannoveru
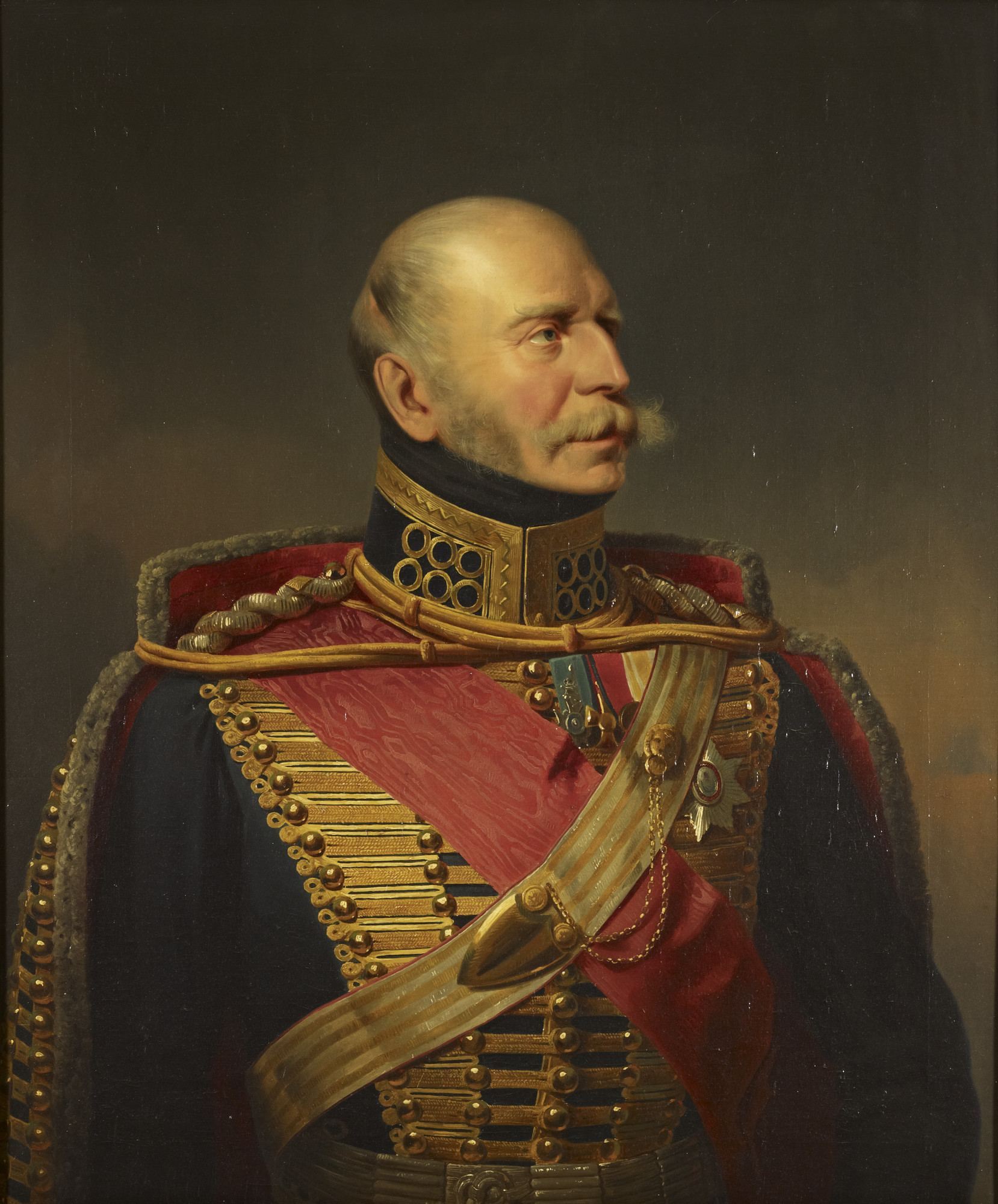
Arnošt August I. Hannoverský, král Hannoveru
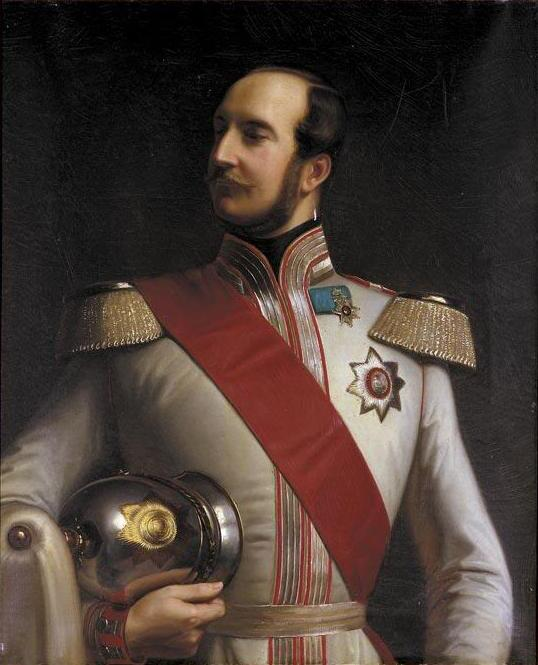
Jiří V. Hannoverský, král Hannoveru